# Annette Paulmann
Annette Paulmann (* 5. Oktober 1964 in Ertinghausen) ist eine deutsche Schauspielerin.

## Leben
Paulmann wuchs auf einem Bauernhof in Südniedersachsen auf. Nach dem Abitur besuchte sie die Hochschule für Musik und Theater Hamburg. Sie wirkte als Schauspielschülerin beim Thalia Theater mit und wurde hier von Regisseur Robert Wilson entdeckt.
1987 wurde sie am Thalia Theater engagiert, dessen Ensemble sie bis zum Jahr 2000 angehörte. Dort spielte sie Marie in Clavigo (1988), Sascha in Platonow von Tschechow (1989), Käthchen in Black Rider von Wilson (1990), Leokadja Begbick in Mann ist Mann von Bertolt Brecht (1989), Rosi in Die Eroberung des Südpols von Manfred Karge (1990), die Titelrolle von Wilsons Alice (1992), Desdemona in Othello (1993), Viola in Was ihr wollt (1991), Cordelia in König Lear (1992), Amalia in Die Räuber (1994), Sonja in Onkel Wanja von Tschechow (1995), Irma in Ferenc Molnárs Der gläserne Pantoffel (1996), Sophie in Baal (1998), Lucile in Dantons Tod (1998) und Mascha in Drei Schwestern (1999).
2000 ging Annette Paulmann an das Burgtheater Wien. Hier agierte sie in der Uraufführung von Luis Buñuels Viridiana am 4. März 2000, in Der jüngste Tag von Ödön von Horváth (2000) und Traum im Herbst von Jon Fosse (2001). 
Seit 2002 gehört sie zum Ensemble der Münchner Kammerspiele und unterrichtet seit einigen Jahren an der angeschlossenen Otto-Falckenberg-Schule den Schauspielnachwuchs. In München war sie in Der Marquis von Keith von Frank Wedekind (2002), dem Musical Shockheaded Peter (2002), Das Fest des Lamms von Leonora Carrington (2002), Schöne Bescherungen von Alan Ayckbourn (2003), Hermes in der Stadt von Lothar Trolle (2004) und Lulu live, einer Wedekind-Adaption (2005), zu sehen.
1990 erhielt sie für ihre schauspielerische Leistung in Black Rider, einer Freischütz-Adaption, die Auszeichnung „Nachwuchsschauspielerin des Jahres“ von Theater heute und den von der Körber-Stiftung vergebenen Boy-Gobert-Preis. Sie gastiert regelmäßig bei den Salzburger Festspielen und wurde für ihre schauspielerischen Leistungen 1998 mit dem alle 10 Jahre von der Akademie der Künste in Berlin vergebenen Tilla Durieux--Schmuck geehrt. Gelegentlich wirkte Annette Paulmann im Film und beim Fernsehen mit.
2010 erhielt Annette Paulmann zum 47. Berliner Theatertreffen zusammen mit Paul Herwig den mit 10.000 € dotierten 3sat-Preis. Im gleichen Jahr wurden beide in der Kritikerumfrage der Zeitschrift Theater heute unter die Schauspieler des Jahres gewählt. 2017 erhielt sie den Theaterpreis der Landeshauptstadt München.

## Theater (Auswahl)

### Münchner Kammerspiele
- 2017: Wartesaal. Nach Lion Feuchtwanger. Inszenierung: Stefan Pucher
- 2018: No Sex. Von Toshiki Okada. Inszenierung: Toshiki Okada
- 2023: Fünf bis sechs Semmeln und eine kalte Wurst. Von Annette Paulmann nach Lena Christs „Erinnerungen einer Überflüssigen“. Inszenierung: Annette Paulmann
- 2023: WoW - Word on Wirecard. Von Anka Herbut. Inszenierung: Łukasz Twarkowski
- 2024: Drinnen. Von Matthias van den Höfel. Inszenierung: Marion Hélène Weber
- 2024: Very Rich Angels. Intergalaktisches Musical von Madame Nielsen & Christian Lollike. Inszenierung: Christian Lollike

## Filmografie
- 1988: Clavigo
- 1990: The Black Rider
- 1993: Der gute Merbach
- 1993: Durst
- 1996: Der Streit
- 1997: Bella Block: Tod eines Mädchens
- 2000: LiebesLuder
- 2003: Der Bulle von Tölz: Malen mit Vincent
- 2003: D.I.K. – Jagd auf Virus X
- 2003: Verschwende deine Jugend
- 2005: Tatort – Ein Glücksgefühl (Fernsehreihe)
- 2006: Shoppen
- 2007: Ohne einander
- 2007: Stellungswechsel
- 2008: Die Frau des Frisörs
- 2008: Polizeiruf 110 – Rosis Baby
- 2008: Unter Verdacht – Brubeck
- 2010: Mord mit Aussicht (Fernsehserie, eine Folge)
- 2010: Liebe vergisst man nicht
- 2011: Mein eigen Fleisch und Blut
- 2011: Tatort – Das Dorf
- 2012: Die Heimkehr
- 2013: Fähner in der Serie Verbrechen nach Ferdinand von Schirach
- 2013: Paradies 505. Ein Niederbayernkrimi
- 2013: Neue Adresse Paradies
- 2015: Polizeiruf 110 – Kreise
- 2015: Brief an mein Leben
- 2016: Fanny und...
- 2017: Frühling – Zu früh geträumt
- 2019: Tatort: Weiter, immer weiter
- 2019–2021: Um Himmels Willen
- 2020: Zimmer mit Stall – Feuer unterm Dach
- seit 2020: Frühling (Fernsehserie)
  - 2020: Alte Liebe, neue Liebe
  - 2023: Das Mädchen hinter der Tür (Regie: Michael Karen, Tom Zenker)
  - 2025: Babyalarm
- 2022: Die Glücksspieler
- 2022: Die Kanzlei (Fernsehserie, Folge Ohne Heimat)
- 2024: Toni, männlich, Hebamme – Baby im Korb
- 2024: Die Kanzlei (Fernsehserie, Folge Leichte Beute)

## Hörspiele (Auswahl)
- 2022: Elena Ferrante: Neapolitanische Saga (15h 30min, Die Hörspiele – Meine geniale Freundin – Die Geschichte eines neuen Namens – Die Geschichte der getrennten Wege – Die Geschichte des verlorenen Kindes) Rolle: Mutter Greco – Bearbeitung und Regie: Martin Heindel, Komposition: Ulrike Haage (als Podcast/Download im BR Hörspiel Pool)[3]